# Ducat de València
El ducat de València és un títol nobiliari creat el 26 de novembre de 1847 per Isabel II a favor del capità general Ramón María Narváez y Campos per a recompensar els serveis del desembarcament de Narváez a València (1843) on va sotmetre als últims reductes esparteristes.
Malgrat que la creació del ducat contravenia tots els privilegis concedits a la ciutat i el Regne de València pel rei Jaume I i tots els seus successors, les autoritats de la ciutat no hi van mostrar cap oposició. D'acord amb el privilegi concedit l'any 1377 pel rei Pere el Cerimoniós.
| «                   | ..la coronada ciutat de València no pot tenir més senyor que el rei, sense que ningú puga separar-la de la reial corona ni de dret, ni de fet, ni tan tan sols figuradament o simbòlicament. En aquest sentit, entre la persona titular de la reial corona i la ciutat i Regne de València no pot interposar-se cap altra dignitat que signifique senyoriu... | » |
| — extracte del text | |   |

Tot i que el nou títol no implicava senyoriu o vassallatge directe sobre la ciutat -en l'època ja no hi existia-, sí que es podia afirmar que el representava simbòlicament, la qual cosa li conferia el mateix valor dels ducats de Gandia o Sogorb, o de qualsevol altra dignitat nobiliària.
Ramón María Narváez y Campos va morir el 23 d'abril de 1868 sense descendència directa, i els seus títols van passar al seu nebot, José María de Narváez y Porcel. A partir d'aquest, els títols es van heretar per assignació regular i legalment, fins al quart Duc, José María de Narváez y Pérez de Guzmán el Bueno, amb carta de successió de 1917. No obstant això, cap de les seues dues filles va legalitzar la successió dels títols a la seua mort, i durant anys, el de Duc de València, va estar caducat per impagat.
L'any 1993 va ser rehabilitat a instàncies de María Josefa de Narváez y Macías, una de les filles de José María de Narváez. Quan es va plantejar la successió del títol per part del seu hereu, Juan Narváez Díaz, el 1994, la Generalitat Valenciana, l'Ajuntament de València i la Societat Econòmica d'Amics del País, van elevar al Ministeri de Justícia una sèrie d'escrits oposant-se al fet que el ducat fóra concedit novament amb la denominació de "València".
Juan Narváez Díaz va obtenir dictàmens favorables de la Diputació de la Grandesa d'Espanya i del Consell d'Estat, per la qual cosa va demanar el títol davant la Unitat de títols Nobiliaris, dependent del Ministeri de Justícia el 2001. El ministeri va respondre al juny del 2003 amb una resolució negativa per al descendent de Narváez, però al desembre del 2005 l'Audiència Nacional va anul·lar la resolució de 2003 i va ordenar al Govern expedir carta de successió del títol de Duc de València en favor del sol·licitant. L'11 de juliol del 2006 una ordre promulgada pel Ministeri de Justícia va expedir el títol de V Duc de València en favor de Juan Narváez Díaz.

## Ducs de València
- Ramón María Narváez y Campos, Duc de València
- José María de Narváez y Porcel, segon Duc de València
- José María de Narváez y del Águila, tercer Duc de València
- José María de Narváez y Pérez de Guzmán el Bueno, quart Duc de València
- Juan Narváez Díaz, cinquè Duc de València
- Abigail Narváez Rodríguez-Arias[1]